# Wesołówko
Wesołówko [pronunciación en polaco: /vɛsɔˈwufkɔ/] (en alemán: Fröhlichswalde) es un pueblo ubicado en el distrito administrativo de Gmina Wielbark, dentro del Condado de Szczytno, Voivodato de Varmia y Masuria, en Polonia del norte. Se encuentra aproximadamente a 8 kilómetros al noroeste de Wielbark, a 15 kilómetros al suroeste de Szczytno, y a 45 kilómetros al sureste de la capital regional Olsztyn.